# アッシジのフランチェスコ伝道所

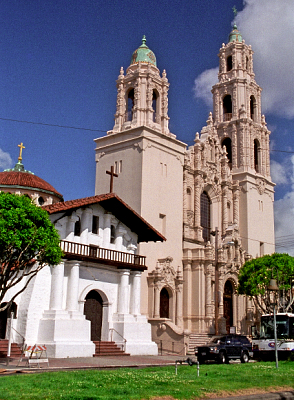
ドロレス礼拝堂（左）とドロレス・バジリカ（右）

アッシジのフランチェスコ伝道所（アシジのフランチェスコでんどうしょ、スペイン語: Misión San Francisco de Asís）またはミッション・サン・フランシスコ・デ・アシスは、ミッション・ドロレスとしても知られていて、米国カリフォルニア州サンフランシスコにある歴史的な教会群である。ローマ・カトリックのサンフランシスコ大司教区によって運営されており、18世紀にスペインのカトリック宣教師によって設立された。
ミッション・ドロレスには、2つの歴史的建造物がある。
- ミッション・ドロレス礼拝堂は、1776年に建てられたアドビ建築の、サンフランシスコ最古の建築物である。
- ミッション・ドロレス・バジリカは、1918年に建てられた。1952年に教皇ピオ12世によってバシリカに指定された。

このミッション施設はミッション地区にあり、1776年10月9日にフランシスコ・パロウ神父とペドロ・ベニート・カンボン神父によって設立された。フランシスコ会はこれら神父2人をスペインの当時はスペインのアルタ・カリフォルニアに派遣し、スペイン人入植者の受け入れと先住民オローニ族の伝道を行った。
ミッション・ドローレス・バジリカは、1906年のサンフランシスコ地震で破壊された1876年レンガ造りの教会に、取って代わるものである。